# Arbeitslager an der Ulica Lipowa in Lublin

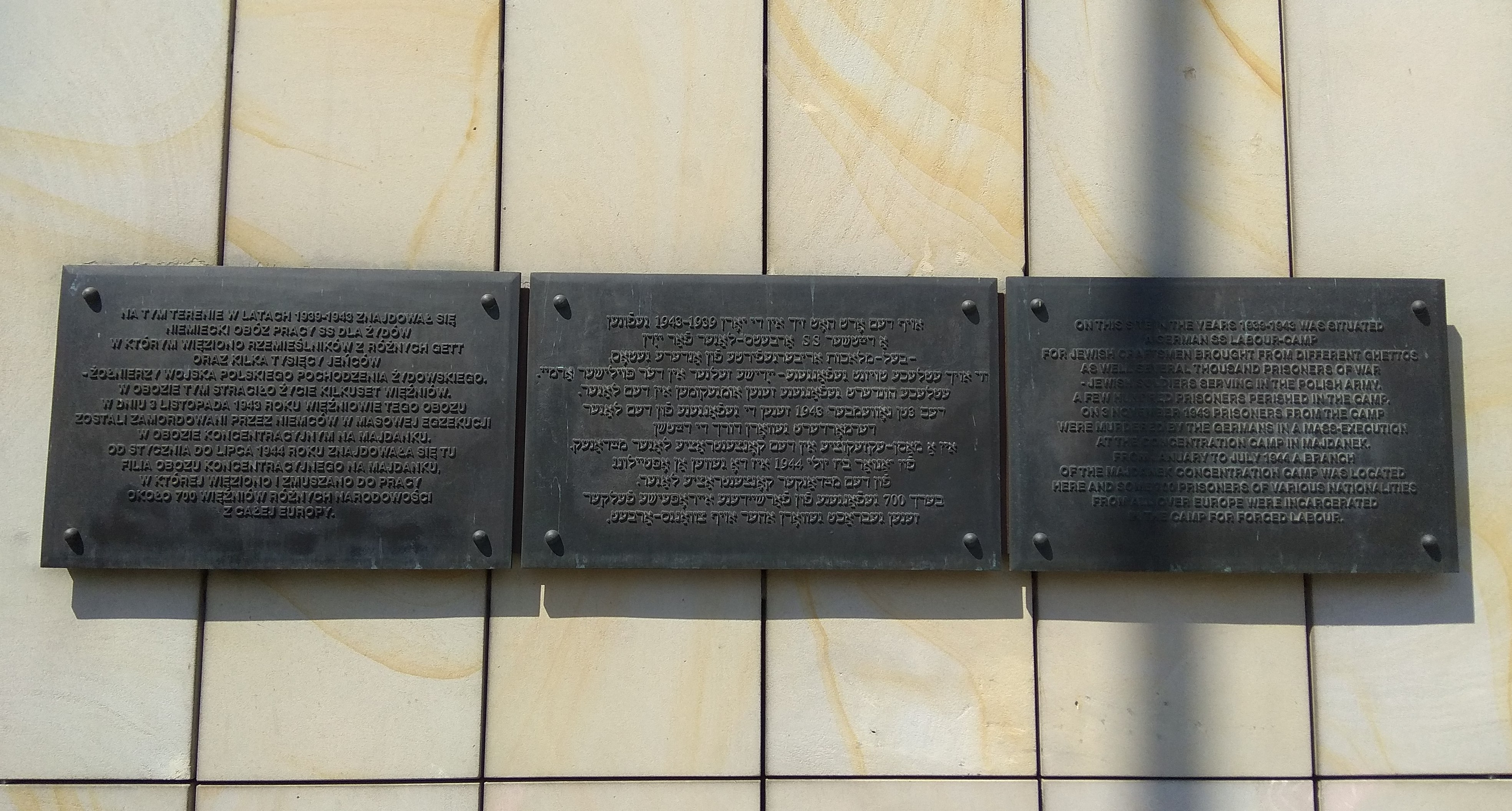
Gedenktafel zur Erinnerung an die Opfer des Lagers an der Lipowa 7, auf Polnisch, Jiddisch und Englisch. Heute ist dort das Einkaufszentrum Plaza.

Das Arbeitslager an der Ulica Lipowa in Lublin war ein deutsches Arbeitslager, das von Dezember 1939 bis Juli 1944 in der Ulica Lipowa 7 in Lublin bestand. Es war das erste Arbeitslager für Juden und zugleich das am längsten bestehende Arbeitslager im besetzten Polen. Zunächst wurde es vom Volksdeutschen Selbstschutz verwaltet, später wurde es von der SS kontrolliert. Im Unterschied zu anderen deutschen Lagern lebten hier um den Jahreswechsel von 1940 auf 1941 mehr als 2.000 Kriegsgefangene – Soldaten der polnischen Armee jüdischer Herkunft. Lipowa-Häftlinge arbeiteten vor allem in den Werkstätten der SS-geführten Deutschen Ausrüstungswerke (DAW), sowie auch für andere deutsche Institutionen in Lublin. Sie waren Hunger, Krankheiten und der Brutalität der Wachen ausgesetzt, obwohl die Bedingungen in diesem Arbeitslager etwas besser waren als in den anderen deutschen Lagern in Lublin.
Am 3. November 1943 wurden jüdische Häftlinge des Lagers im Rahmen der Aktion Erntefest ermordet. Um den Jahreswechsel 1943/44 wurde das Lager in ein Außenlager von Majdanek umgewandelt. Kurze Zeit später wurden dorthin 660 Häftlinge verschiedener Nationalitäten aus verschiedenen Konzentrationslagern deportiert, worauf das Lipowa-Lager bis zur Eroberung der Stadt durch die Rote Armee 1944 genutzt wurde.

## Lage und Topographie
Für den Bau des Lagers übernahmen die deutschen Behörden das Grundstück an der Lipowa 7 mit einer Fläche von 867 m² sowie den Platz an der Lipowa 9 mit einer Fläche von etwa 3,2 Hektar. Letzterer gehörte der Gesellschaft „Place Lubelskie“ und diente vor dem Krieg als Veranstaltungsort für Ausstellungen, Vorführungen, Sportwettkämpfe, Unterhaltung und Erholung. Das Grundstück an der Lipowa 7 gehörte früher Zygmunt Szpreja.
Das Lager hatte die Form eines unregelmäßigen Vierecks. Seine Grenzen waren: von Osten – Ulica-Straße, von Norden – Ulica Maria Curie Skłodowska (während der Besatzungszeit wurde sie von den Deutschen in Reinhard-Heydrich-Straße umbenannt), von Westen – Uniwersyteckiej-Straße, südlich der Stadtfriedhofmauer. Es war von einem Holzzaun und Stacheldraht umgeben.
Ursprünglich gab es auf dem Gelände des Lagers – außer dem Holzschuppen, in dem sich vor dem Krieg Pferdeställe befanden – keine Gebäude. Erst um 1939/40 errichteten jüdische Häftlinge dort die ersten primitiven Baracken, in denen Werkstätten und Wohnquartiere eingerichtet wurden. Zwischen 1941 und 1943 wurde das Lager sukzessive ausgebaut, was mit der Übernahme durch die Deutschen Ausrüstungswerke (DAW) zusammenhing.
In seiner endgültigen Form gliederte sich das Lager in zwei Teile: einen Produktions- und einen Wohnbereich. Der erste Teil befand sich näher an der Lipowa. Dieser umfasste 16 Baracken, größtenteils in Fachwerkbauweise. Hier befanden sich Schlosserei, Schneiderei, Sattlerei, Automobil- und Elektrowerkstätten, daneben auch Papier- und Kistenfabriken, Druckerei, Lagerhäuser, Stallungen. Ein Teil der Baracke wurde auch für Wachhunde genutzt. In dem Gebäude an der Ecke der Straßen Lipowa und Curie-Skłodowska befanden sich die Büros der Lagerverwaltung und die Wohnquartiere der SS-Männer.
Hinter der Werkstatt, in der Nähe der Uniwersyteckiej-Straße, gab es einen Wohnbereich. Den Häftlingen wurden fünf Baracken zur Verfügung gestellt, in der sechsten befanden sich eine Küche, eine Latrine und ein Bad (Czesław Rajca gibt an, dass der Wohnteil neun Baracken umfasste, von denen zwei für eine Küche und ein Lager vorgesehen waren). Die Wohnbaracken waren 3 Meter hoch, 12 Meter lang und 4,5 Meter breit. Jede bot Platz für 400 Personen. Im Wohnbereich gab es ein Holzlager und einen kleinen Gemüsegarten. Die Baracken waren von fünf oder sechs Wachtürmen umgeben. Sie wurden durch einen Zaun vom Produktionsteil getrennt.

## Verwaltung
Anfangs unterstand das Lipowa-Lager dem Lubliner Inspektorat Volksdeutscher Selbstschutz. Formal gesehen fungierten Kommandanten des örtlichen Selbstschutzes als Kommandanten: SS-Standartenführer Walter Gunst (bis Januar 1940) und SS-Oberführer Ludolf Jakob von Alvensleben. Allerdings beauftragten beide ihre Untergebenen mit der Führung des Lagers. Die Untergebenen von Walter Gunst waren zwei Beamte namens Schega und Möhlmann. Im Februar 1940 gab Alvensleben die Führung des Lagers zugunsten des SS-Sturmbannführers Hermann Dolp auf.
Im Juli 1940 übernahm Dolp den Posten des Kommandanten des Arbeitslagers in Bełżec. Im Lipowa-Lager wurde er daraufhin von Franz Bartetzko abgelöst. Bereits nach wenigen Wochen, spätestens im August, übernahm jedoch der SS-Untersturmführer Horst Riedel aus dem Stab des SS- und Polizeikommandanten Odilo Globocnika den Posten des Kommandanten. Er war der erste Lagerkommandant außerhalb der Selbstschutz-Strukturen. Außerdem wurde er der Leiter der Lubliner Niederlassung der Deutschen Versorgungsbetriebe. Inkompetenz und widersprüchliche Haltungen führten jedoch nach einiger Zeit zu seiner Abberufung. Im Dezember 1941 übernahm der bisherige Stellvertreter Riedls, SS-Untersturmführer Wolfgang Mohwinkel, das Amt des Lagerkommandanten und Leiters der Lubliner DAW. Er erwies sich als fähiger Verwalter. Seine Rücksichtslosigkeit und Grausamkeit veranlassten die Häftlinge, ihm den Spitznamen „Mordwinkel“ zu geben. Im Januar 1944 wurde er nach Krakau versetzt, wo er als Leiter der Lubliner DAW vom SS-Obersturmführer Fritz Gebauer abgelöst wurde.
Das Werk DAW (Werk I) befand sich in der Lipowa-Straße und wurde von SS-Oberscharführer Mildner geführt. Sein informeller Stellvertreter, der die Lagerwerkstätten beaufsichtigte, war SS-Unterscharführer Rudolf Neumann.
Während das Lager dem Lubliner Inspektorat Selbstschutz unterstand, gehörten die Wachen dieser Formation an. Später bewachten Angehörige des SS-Sonderbataillons „Dirlewanger“, bestehend aus Wilderern und Kriminellen sowie SS-Männern der Veteranen-Sondereinheit SS-Sonderkommando Kluß (später wurden Mitglieder dieser Einheit in die Besatzung des Konzentrationslagers KL Lublin in Majdanek eingegliedert), das Lager. Ab Ende 1941 wurde das Lager von Wachen des Konzentrationslagers KL Lublin in Majdanek bewacht. Im Sommer 1942 wurden sie durch SS-Wachmannschaften ersetzt, die bis November 1942 in Lipowa blieben.

### Namen
Das Lager trug zunächst den Namen „SS- und Selbstschutz Durchgangslager“ und wurde später in „Werkstätten des SS- und Polizeiführers“ umbenannt. In deutschen Dokumenten tauchen gelegentlich auch die Namen „SS-Judenlager Lublin“ oder „Judenlager Lipowa“ auf.

## Arbeitslager für Juden

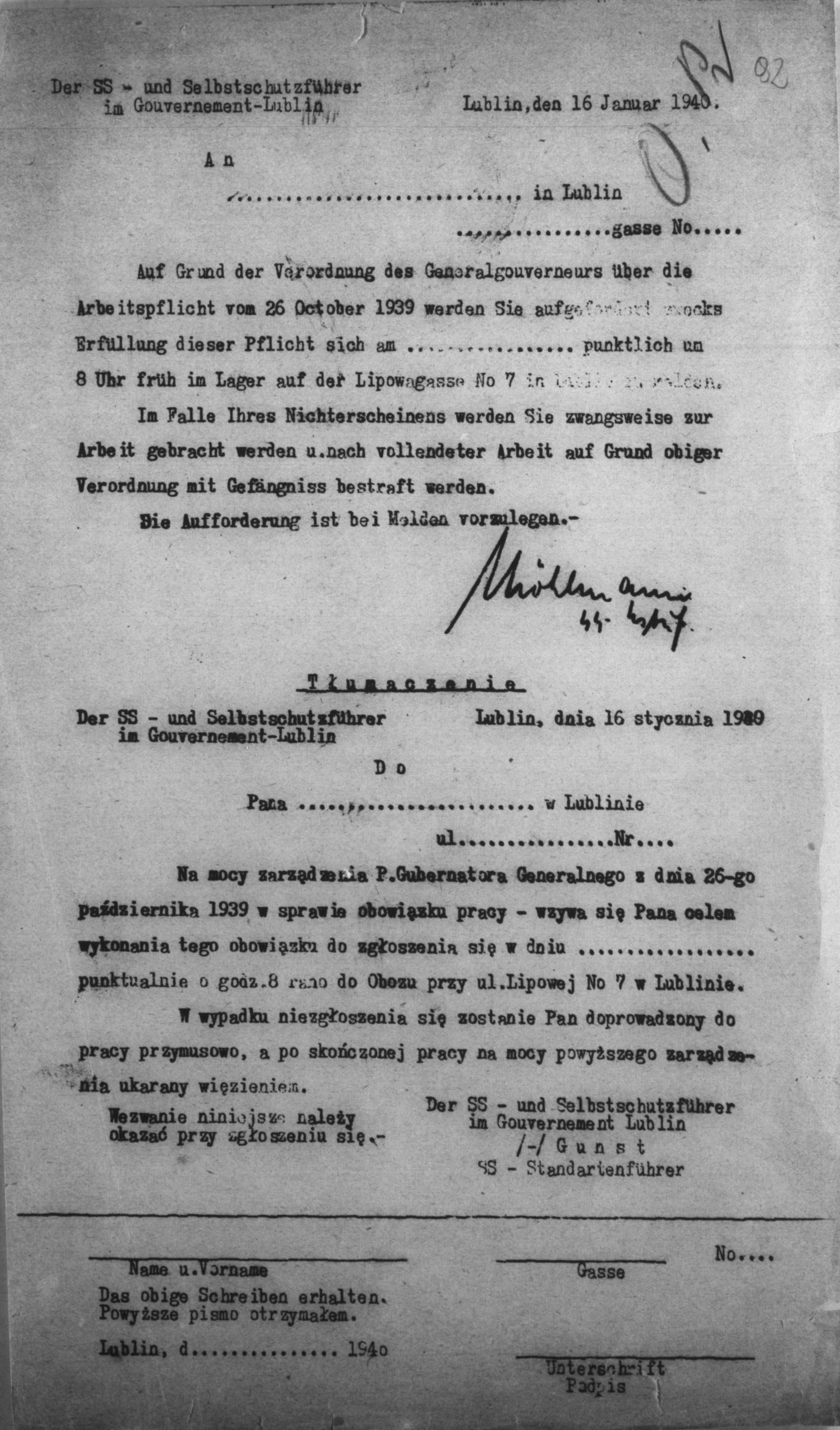
Ein Vorladungsformular, das Juden erhielten, die sich zur Zwangsarbeit im Lipowa-Lager melden mussten

### Beginn des Betriebs
Gemäß der Hans-Frank-Verordnung vom 26. Oktober 1939 war die jüdische Bevölkerung im Generalgouvernement zur Zwangsarbeit verpflichtet. Kurz darauf informierten die deutschen Besatzungsbehörden die Lubliner Juden, dass am 4. Dezember um 8:00 Uhr in der Peowiaków-Straße die Registrierung der Arbeiter stattfinden würde. Meldepflichtig waren alle Männer im Alter von 18 bis 50 Jahren. Nach Abschluss der Registrierung verhafteten die Deutschen mehrere tausend Juden für den Bau von Wohnbaracken an der Lipowa-Straße. Diese Einrichtungen waren ursprünglich für jüdische Vertriebene aus den an das Reich angeschlossenen polnischen Gebieten gedacht. Aufgrund des Eingreifens des Lubliner Judenrats wurden die Arbeiter nach wenigen Tagen freigelassen. Die Deutschen verlangten jedoch, dass der Judenrat als Gegenleistung ein tägliches Kontingent von 300 bis 400 Arbeitern für den Barackenbau zur Verfügung stellte. Tatsächlich wuchs das vorgesehene Kontingent im Laufe der Zeit auf über 1200 Personen an. Gleichzeitig wurde der Judenrat damit beauftragt, die Arbeiter mit den notwendigen Werkzeugen, Baumaterialien und Nahrungsmitteln zu versorgen.
Zunächst wurden die Arbeiter nicht im Lager festgehalten, sondern kehrten nach Beendigung der Arbeit in ihre Häuser zurück. Erst einige Monate später, wahrscheinlich im Juni 1940, wurden sie dauerhaft im Lager eingesperrt und wurden de facto zu Häftlingen. Dies war eine Vergeltung der Deutschen für die massenhafte Umgehung der Arbeitspflicht vonseiten der jüdischen Bevölkerung, die ihrerseits durch die Bedingungen in Lipowa – insbesondere durch die Brutalität der Wachen – verursacht wurde. Die ersten deutschen Anordnungen sahen vor, dass sich die Juden auf der Grundlage individueller Vorladungen für einen Zeitraum von vier Wochen in das Lager begeben sollten. Im Juli wurde die Höchstgrenze für Häftlinge, die in Lipowa arbeiten, auf 500 Personen pro Tag festgelegt. Außerdem ordnete der Lagerkommandant am 8. Juli an, dass täglich 10 % der Häftlinge freigelassen werden und dass alle Häftlinge „Urlaub“ für den Zeitraum von Samstag bis 17:00 Uhr am Montagmorgen erhalten sollten. Bereits neun Tage später ordnete SS-Brigadeführer Odilo Globocnik die Inhaftierung von 1000 Juden im Lager an. Personen, die sich ihrer Arbeit entzogen, drohten die schwersten Konsequenzen, einschließlich der Todesstrafe und nicht näher spezifizierte Repressionen gegen ihre Familien. Die jüdische Bevölkerung wurde auch gewarnt, dass das Fehlen des Erscheinens zur Deportation aller Lubliner Juden im Alter von 16 bis 60 Jahren in das Arbeitslager Belżec führen könnte.
Wojciech Lenarczyk weist darauf hin, dass die Arbeit im Lager anfangs durch Improvisation und geringe Produktivität gekennzeichnet war. Dies lag an der Inkompetenz der Kommandeure sowie an der hohen Fluktuation der Häftlinge und ihrer schlechten Behandlung. Darüber hinaus hatte Deutschland zu dieser Zeit keine konkreten Pläne für den Einsatz jüdischer Zwangsarbeiter, daher diente die Arbeit der letzteren vor allem der Befriedigung der aktuellen Bedürfnisse des Besatzungsapparates.
Neben den Lubliner Juden wurden auch Juden aus den Bezirken Radom und Warschau in das Lipowa-Lager deportiert. Außerdem waren dort auch nichtjüdische Polen untergebracht. In der Regel handelte es sich dabei um Bauern, die die erforderlichen landwirtschaftlichen Quoten nicht zur Verfügung gestellt hatten, oder um Personen, die wegen geringfügiger Verstöße gegen die Besatzungsordnung angeklagt waren. Aus den erhaltenen Dokumenten geht hervor, dass im Februar 1940 im Lager bei Lipowa mehr als 200 Polen festgehalten wurden. Sie wurden von den Häftlingen jüdischer Herkunft isoliert und nach Verbüßung ihrer Strafe in ihre Heimat entlassen.
In der ersten Hälfte des Jahres 1940 wurde das Lipowa-Lager auch als Durchgangslager genutzt. Im Februar 1940 wurden in den Baracken etwa 1200 Menschen untergebracht, deutsche Juden, die aus Stettin vertrieben wurden und nach einem kurzen Aufenthalt in Ortschaften in der Umgebung Lublins eingesetzt wurden.

### Ankunft jüdischer Kriegsgefangener
Bereits im Dezember 1939 begannen die deutschen Militärbehörden, polnisch-jüdische Soldaten aus den Gefangenenlagern zu freizulassen. Allerdings wurde nur mit Soldaten und Unteroffizieren so verfahren; die Offiziere wurden weiterhin festgehalten. Die freigelassenen Gefangenen kehrten in der Regel in ihre Heimatgemeinden zurück und fielen später der „Endlösung“ zum Opfer. Das Lipowa-Lager diente eine Zeit lang als Durchgangslager für freigelassene Gefangene. Zwischen Februar und Mai 1940 durchliefen 3224 Soldaten das Lager. Ihr Aufenthalt war in der Regel von kurzer Dauer. Die Häftlinge aus dem Generalgouvernement wurden in den meisten Fällen freigelassen. Tragisch erwies sich dagegen das Schicksal einiger hundert Gefangener, die aus den in das Reich eingegliederten Ländern stammten. Der Judenrat von Lublin weigerte sich, die Kosten für ihren Unterhalt zu übernehmen, sodass die Deutschen sie zu Fuß ins Kriegsgefangenenlager in Biała Podlaska trieben. Im Laufe dieses „Todesmarsches“ ermordeten die Bewacher eine beträchtliche Anzahl Gefangener.
Im Oktober 1940 begann man erneut mit der Freilassung polnischer Kriegsgefangener jüdischer Herkunft aus den Gefangenenlagern. Die Behörden des Distrikts Lublin erklärten sich bereit, die Gefangenen aufzunehmen und als Zwangsarbeiter einzusetzen. Da die örtlichen Arbeitsämter die neu aufgenommenen Arbeiter nicht beschäftigen konnten, kam ein großer Teil von ihnen schließlich in das Lipowa-Lager. Die ersten Transporte trafen im Dezember 1940 ein. Aus den erhaltenen Dokumenten geht hervor, dass sich am 6. Januar 1941 im Lager 518 Häftlinge befanden. Kurze Zeit später kamen weitere Transporte nach Lipowa. Nach deutschen Aufzeichnungen befanden sich Anfang Februar 1941 nunmehr 2120 Häftlinge im Lager; einige Autoren geben höhere Zahlen an. Die meisten Häftlinge stammten aus polnischen Gebieten, die unter sowjetischer Besatzung standen.
In der Folgezeit wurden nur kleine Gruppen oder einzelne polnische Gefangene ins Lager gebracht. Es ist nicht ausgeschlossen, dass in der zweiten Hälfte des Jahres 1941, nach dem deutschen Angriff auf die UdSSR, auch etwa 100 sowjetische Kriegsgefangene jüdischer Herkunft nach Lipowa geschickt wurden.
Polnische Gefangene im Lipowa-Lager durften ihre Militäruniformen behalten. Sie waren auch nicht mit Armbinden mit dem Davidstern gekennzeichnet. Bis Februar 1941 vertrat der Judenrat die Interessen der Kriegsgefangenen gegenüber den deutschen Behörden. Die Häftlinge waren jedoch mit dieser Vertretung unzufrieden und machten unter anderem den Rat für die katastrophalen Zustände im Lager verantwortlich. Aus diesem Grund gründeten sie eine eigene Lagerverwaltung, die von den Deutschen akzeptiert wurde. An der Spitze der Selbstverwaltung stand ein „Mann des Vertrauens“, zunächst Wolf Kraut, später Herman Brandel und Roman Fiszer.
Mit der Ankunft der Gefangenen verzichteten die deutschen Behörden weitgehend auf den Einsatz ziviler Häftlinge. Die meisten Zivilisten, die bisher im Lager festgehalten wurden, wurden freigelassen. Unter den Häftlingen des Lagers dominierten bis November 1943 Kriegsgefangene. Infolgedessen erhielt Lipowa den informellen und zugleich einzigartigen Status eines SS-geführten Gefangenenlagers, das gleichzeitig ein Arbeitslager für Juden war. Szymon Datner bezeichnete das Lipowa-Lager als „einzigartig im gesamten besetzten Europa“.
Aufgrund des steigenden Bedarfs an Arbeitskräften und der Tatsache, dass unter den Häftlingen nicht immer Personen mit Fachkenntnissen zu finden waren, kam es jedoch immer wieder vor, dass zivile Häftlinge ins Lager gebracht wurden. In Lipowa wurden unter anderem mehrere jüdische Handwerker aus Lublin inhaftiert. Als die Deutschen 1942 mit der Auflösung des Lubliner Ghettos begannen, erlaubten sie ihren Familien, im Lager Zuflucht zu suchen. Nach einiger Zeit wurden jedoch auch sie in den Tod geschickt. Im Frühjahr 1942 wurde in Lipowa eine Gruppe deutscher Juden inhaftiert. Schließlich wurden 1943 aus den Transporten, die aus den liquidierten Ghettos in Warschau und Białystok eintrafen, mehrere hundert Juden ausgewählt, die dann nach Lipowa und in das Arbeitslager am Flugplatz geschickt wurden.
Die Ankunft der Kriegsgefangenen wurde vom polnischen Untergrundstaat registriert. In seinen Berichten wurde unter anderem auf ihre hohe Moral und die Tatsache hingewiesen, dass sie ihre Soldatenuniformen behielten. Als die Deutschen im November 1942 das Lubliner Ghetto endgültig liquidierten, wandte sich das Oberkommando der Kampf- und Milizformation polnischer Sozialisten über den Oberkommandierenden der Heimatarmee an die polnische Exilregierung mit der Bitte, Maßnahmen zur Gewährleistung der Sicherheit der Gefangenen zu ergreifen. Sie forderten unter anderem, dass sie wie andere polnische Soldaten behandelt werden sollten, die in deutschen Kriegsgefangenenlagern festgehalten würden, und dass Repressalien gegen deutsche Kriegsgefangene angedroht würden, falls den Kriegsgefangenen aus Lipowa Schaden zugefügt werde.

### Streitigkeiten über die Kontrolle des Lagers
Die Ankunft der Kriegsgefangenen fiel zeitlich mit der Gründung einer Niederlassung des SS-eigenen Unternehmens der Deutschen Ausrüstungswerke (DAW) in Lublin zusammen. Im Dezember 1940 oder im Februar 1941 übernahm die DAW alle in Lipowa befindlichen Werkstätten samt Belegschaft. Seitdem war eines der drei Werke der Lubliner Niederlassung der DAW, das sogenannte Werk Nr. 1 (Werk I). Im Juli 1941 besichtigte der Reichsführer SS Heinrich Himmler das Lager und die darin befindlichen Werkstätten.
Wahrscheinlich Anfang 1942 unternahm der Kommandant des KZ Lublin Majdanek, Karl Otto Koch, Eingriffe, um sich das Lager bei Lipowa zu unterwerfen. Wärter der Majdanek-Besatzung begannen, das Arbeitslager zu bewachen. Dort erschienen auch Offiziere der Kommandantur Majdanek, die nach dem Vorbild eines Konzentrationslagers Ordnung zu schaffen begannen. Kochs Aktionen stießen auf Widerstand des bisherigen Kommandanten von Lipowa, Wolfgang Mohwinkel. Schließlich wurde im Mai 1942 der Leiter der DAW, SS-Hauptsturmführer Karl May, nach Lublin entsandt, um den Konflikt zu lösen. Damals wurde vereinbart, dass Koch nur für das Lager Majdanek verantwortlich sein würde und sich nicht in die Angelegenheiten der DAW und des Lagers Lipowa einmischen würde. Letzterer unterstand ausschließlich dem SS- und Polizeikommandanten des Lubliner Distrikts Odilo Globocnik. Kurze Zeit später wurden die Wachen von Majdanek aus Lipowa abgezogen und durch Globocniks unterstellte Wachen aus den SS-Wachmannschaften ersetzt. Dennoch behielt Lipowa einige Beziehungen zu Majdanek. Die Häftlinge erhielten Essen aus der Küche des Konzentrationslagers. Es kam auch vor, dass kleine Gruppen von Lipowa-Häftlingen zur Arbeit im Konzentrationslager geschickt wurden und umgekehrt.
Im September 1943, im Zusammenhang mit dem nahenden Ende der Aktion Reinhardt und der Verlegung von Globocnik an die Adriaküste, wurde beschlossen, die Arbeitslager im Distrikt Lublin, einschließlich des Lagers Lipowa, in ein Außenlager des Konzentrationslagers Majdanek umzuwandeln. Am 22. Oktober desselben Jahres erließ SS-Obergruppenführer Oswald Pohl eine formelle Anweisung zur Übernahme von acht Arbeitslagern durch das SS-Wirtschafts- und Verwaltungshauptamt (SS-WVHA). Doch bereits elf Tage später wurden die jüdischen Häftlinge im Rahmen der Aktion „Erntefest“ ermordet.

### Alltag im Lager

#### Arbeit
Das Lipowa-Lager war das erste Arbeitslager für Juden im Generalgouvernement. Somit wurde es zu einer Art „Prototyp“. Die dort beschäftigten Juden arbeiteten zunächst am Bau von Baracken. Ab dem 7. Dezember 1939 wurden auch Facharbeiter nach Lipowa gebracht, die in den neu entstandenen Schlosser-, Schuhmacher-, Schneider- und Sattlereiwerkstätten beschäftigt wurden. Im Lager wurden auch eine Papier- und Kistenfabrik, eine Druckerei und eine Reparaturwerkstatt für Autos und Radios eingerichtet. In vielen Fällen stammten Maschinen, Werkzeuge und Rohstoffe für die Produktion aus Plünderungen. Die übrigen Häftlinge wurden ad hoc für verschiedenen Arbeiten in Lublin eingesetzt, z. B. zum Schneeräumen von Straßen oder zum Ausheben von Gräben. Wenn keine anderen Aufgaben zu erledigen waren, wurden die Häftlinge gezwungen, völlig unproduktive Arbeiten zu verrichten, wie zum Beispiel Schneehaufen von einem Ort zum anderen zu räumen.
Die Situation änderte sich nach der Ansiedlung eines der DAW-Werke in der Nähe von Lipowa. Aus den erhaltenen deutschen Dokumenten geht hervor, dass im Herbst 1943 etwa 2500 Häftlinge in den dazugehörigen Werkstätten beschäftigt waren. Das Produktionsprofil hat sich mehrfach geändert. Im Herbst 1942 war die überwiegende Mehrheit der Häftlinge in Näh- und Bekleidungswerkstätten beschäftigt. Im Winter 1942/43 wurde die Herstellung von Lederwaren in den Vordergrund gerückt. Ab Mitte 1943 rückte die Herstellung von Holzprodukten in den Vordergrund.
Zeitweise blieb eine große Anzahl von Häftlingen außerhalb der DAW beschäftigt. Für solche Arbeiten wurden vor allem Häftlinge ohne Fachkenntnisse eingesetzt. Einige arbeiteten an der Erweiterung des Lagers um den sogenannten „Dolf-Platz“ (benannt nach dem verfälschten Nachnamen des SS-Mannes Hermann Dolph). Andere arbeiteten auf dem Gelände des Arbeitslagers am Flugplatz – zunächst beim Ausbau des Arbeitslagers, später beim Entladen und Sortieren der Kleidung, die den jüdischen Opfern der Aktion „Reinhardt“ gestohlen wurde. In der zweiten Hälfte des Jahres 1941 wurden mehrere hundert Häftlinge auf dem Gelände des Lagers Majdanek beschäftigt, wo sie Bauarbeiten verrichteten und Gräber für tote und ermordete sowjetische Gefangene aushoben. Lipowa-Häftlinge arbeiteten auch für andere deutsche Ämter und Institutionen in Lublin. Mehrere hundert wurden der Wehrmacht zur Verfügung gestellt, die sie zum Entladen von Eisenbahnwaggons, zur Wartung ihrer Flotte und als Hilfskräfte in Lazaretten einsetzte. Vermutlich gab es auch Fälle, in denen Häftlinge mit dem Ausheben von Gräbern und der Bestattung der Leichen von Opfern des deutschen Terrors beschäftigt waren. Darüber hinaus wurden nach einigen Berichten Gefangene beim Abriss von Häusern auf dem Gelände des ehemaligen Ghettos im Lubliner Schloss eingesetzt (Sommer 1942).

#### Lebensbedingungen und Behandlung
Seit den ersten Tagen des Bestehens des Lagers mussten die Häftlinge schwierige Bedingungen und brutale Behandlung ertragen. Sie mussten unter ständigem Geschrei und Schikanen arbeiten. Die Wachen von Selbstschutz hatten Freude daran, Juden zu quälen und sie unter jedem Vorwand zu schlagen. Eine ihrer „Unterhaltungen“ bestand darin, Gefangene zu zwingen, sich bei eisiger Kälte nackt auszuziehen, und sie dann eimerweise mit Wasser zu übergießen. Genauso wurden Frauen und Kinder aus dem jüdischen Viertel behandelt. Die Leichen der Opfer wurden heimlich auf einem benachbarten Friedhof in Gräbern für deutsche Soldaten beigesetzt.
Kriegsgefangene wurden nicht besser behandelt. Sie wurden in fünf überbelegten Baracken untergebracht, in denen die hygienischen Verhältnisse katastrophal waren. Die tägliche Nahrungsration bestand aus einem halben Laib Brot, zwei Portionen Getreidekaffee und einer fleisch- und fettfreien Suppe zum Mittagessen und anderen Quellen zufolge aus 70 Gramm Brot, zwei Portionen Suppe und einer Portion Kaffee. Die offiziellen Rationen ergänzten die Lebensmittelpakete der Familien, aber weil die meisten Gefangenen aus Ostpreußen stammten, wurden sie nach dem Beginn der deutschen Invasion in die UdSSR nicht mehr geliefert. Die Häftlinge, die außerhalb des Lagers arbeiteten, hatten die Möglichkeit, sich zusätzliches Essen zu beschaffen.
Am 8. Juni 1942 erließ Kommandant Mohwinkel einen Befehl zur Regelung der Arbeitszeit der Häftlinge. Die Anordnung sah vor, dass die Häftlinge in zwei Schichten zu je 12 Stunden mit zwei Pausen für Mahlzeiten arbeiten würden. Die ausführliche Geschäftsordnung sah wie folgt aus:
1. Schicht: von 5:30 bis 6:00 Uhr – Morgenappell, von 6:00 bis 8:30 Uhr – Arbeit, von 8:30 bis 9:00 Uhr – Frühstückspause, von 9:00 bis 13:00 Uhr – Arbeit, von 13:00 bis 14:00 Uhr (Anfang 1943 wurden aufgrund der steigenden Zahl der Häftlinge die Regeln für die Mittagsausgabe geändert. Die Tagschicht würde sie nun in drei Gruppen zwischen 11:00 und 14:00 Uhr empfangen, die Nachtschicht zwischen 16:00 und 18:00 Uhr.) – Mittagspause, von 14:00 bis 18:00 Uhr – Arbeit, von 18:00 bis 18:30 Uhr – Abendappell.
2. Schicht: von 17:30 bis 18:00 Uhr – erster Appell, von 18:00 bis 20:30 Uhr – Arbeit, von 8:30 bis 21:00 Uhr – Frühstückspause, von 21:00 bis 01:00 Uhr – Arbeit, von 01:00 bis 02:00 Uhr – Mittagspause, von 02:00 bis 06:00 Uhr – Arbeit, von 06:00 bis 06:30 Uhr – zweiter Appell.
An Sonn- und Feiertagen wurde nur in einer Schicht von 6:00 bis 12:00 Uhr gearbeitet. Wojciech Lenarczyk vermutet jedoch, dass die in Mohwinkels Befehl festgelegten Regeln nicht immer eingehalten wurden und zudem nur für Facharbeiter galten. Die anderen Häftlinge arbeiteten wahrscheinlich den ganzen Tag, wenn die Bedingungen es erlaubten, bis 22:00 Uhr oder länger.
Im Lager wurden zwei kleine Krankenstationen eingerichtet: mit einem allgemeinen und mit einem dermatologisch-infektiösen Profil. Sie verfügten über insgesamt 20 Betten. Ein aus dem Ghetto kommender jüdischer Arzt war im Dienst. Schwerkranke wurden in das Jüdische Krankenhaus oder das Johannes-von-Gott-Krankenhaus gebracht. Um die Hygiene zu verbessern, wurden die Häftlinge unregelmäßig in das städtische Badehaus geschickt. Dennoch konnten all diese Maßnahmen die Ausbreitung von Krankheiten nicht verhindern. Im Dezember 1941 brach im Lager eine Typhus-Epidemie aus. Sie wurde vermutlich von im Lager Majdanek arbeitenden Häftlingen eingeschleppt oder auf aus Majdanek mitgebrachter Kleidung. Mindestens 500 Häftlinge erkrankten, von denen mindestens ein Dutzend starben. Mit Zustimmung der Deutschen wurde in der Maharshal-Synagoge ein provisorisches Krankenhaus für Kranke eingerichtet. Nach Beendigung der Epidemie wurde der jüdische Arzt W. Schindler vom SS-Brigadeführer Odilo Globocnik vorgeladen. Im Beisein von Kommandant Mohwinkel forderte der SS- und Polizeikommandant ein Ende der Epidemie innerhalb von zwei Wochen und drohte mit der Erschießung aller Häftlinge, falls sich ein Deutscher mit Typhus infizieren sollte.
Die Häftlinge wurden regelmäßig brutal behandelt. Während der Arbeit wurden sie ständig gehetzt und geschlagen; besonders brutal waren vor allem die SS-Männer, die die Arbeiten am „Dolf-Platz“ überwachten. Nach dem Vorbild anderer deutscher Lager wurden in Lipowa „Selektionen“ durchgeführt, bei denen aufgrund von Verletzungen, Krankheiten oder Erschöpfung arbeitsunfähige Häftlinge herausgegriffen wurden. Sie wurden nach Majdanek gebracht und dort ermordet. Jeder Verstoß gegen die Lagerordnung wurde mit Prügel oder Erschießung an Ort und Stelle geahndet. Gelegentlich wurden Schauhinrichtungen durch Erhängen in Anwesenheit aller Gefangenen durchgeführt.
Kommandant Mohwinkel war ein Vorbild für seine Untergebenen, die persönlich Häftlinge folterten und ermordeten. Andere SS-Männer waren genauso grausam wie er. Im Sommer 1942 sperrte SS-Oberscharführer Martin Schramm 30 Häftlinge wegen geringfügiger Verspätung in einen engen Kerker, wobei mehrere Dutzend durch Ersticken ums Leben kamen. Auch der SS-Unterscharführer Hausberg, der seine Opfer ständig mit Stock, Schaufel oder Spitzhacke schlug, wurde von den Häftlingen gefürchtet. Während des Nachkriegs-Prozesses gegen Mohwinkel erwähnte ein Zeuge die besonders grausame Bestrafung eines zwölfjährigen Boten namens Chaim, der der „Sabotage“ bezichtigt wurde, indem er eine technische Zeichnung fallengelassen und beschmutzt hatte. Ein SS-Mann namens Inkuffer begann zuerst, den Jungen zu misshandeln und ihn mit einer Schnur zu erwürgen, und dann, verärgert über seine Schreie, schnitt er ihm die Zunge ab. Nach mehrstündiger Folter wurde Chaim schließlich gehängt. Derselbe Zeuge sagte aus, Inkuffer und Hausberg hätten ein anderes Mal auf Befehl Mohwinkels einen Juden exekutiert, der im Besitz einer Goldmünze erwischt worden war. Vor den Augen der anderen Häftlinge wurde das Opfer mit einer Säge in zwei Teile zerschnitten.

#### Beziehungen zum Lubliner Ghetto und anderen Lagern
Die Gefangenen von Lipowa fielen Hunger, Krankheit, Erschöpfung und Brutalität der Wachen zum Opfer. Nichtsdestotrotz waren die Lebensbedingungen und das Lagerregime dort doch etwas milder als in den anderen Lubliner Lagern, d. h. als in Majdanek und auf dem Flugplatz. Gerüchte über die guten Verhältnisse in Lipowa kursierten in Lublin, was dazu führte, dass die Häftlinge aus Majdanek sich um eine Verlegung in das Lager bemühten, während diejenigen, die sich in Lipowa befanden, um jeden Preis dort zu bleiben versuchten.
Die in Lipowa festgehaltenen Soldaten der polnischen Armee legten großen Wert auf ihren Status als Kriegsgefangene und befürchteten, dass das Lager von den Deutschen in ein „normales“ Arbeitslager umgewandelt werden könnte. Aus diesem Grund verweigerten sie es mehrmals, ihre Militäruniformen abzulegen, während sie gleichzeitig die Tatsache, dass sie sich in einem zivilen Gefangenenlager aufhielten, nur widerwillig akzeptierten. Zwischen beiden Gruppen kam es häufig zu Antagonismen und Unstimmigkeiten. Die Tatsache, dass Kriegsgefangene an der Spitze der Gefängnishierarchie standen, veranlasste einige Einheiten, ihre Position auf Kosten der Zivilbevölkerung zu missbrauchen. Andererseits gab es auch Akte gegenseitiger Solidarität und Kameradschaft.
Die Häftlinge kritisierten die Tätigkeit des Judenrates von Lublin und beschuldigten ihn der Undankbarkeit (Mit der Ankunft der Häftlinge hörten die Deutschen grundsätzlich auf, Razzien im Ghetto zu organisieren, um Zwangsarbeiter zu bekommen. Der Judenrat habe diese Tatsache nach Angaben der Gefangenen nicht gewürdigt.) und der schlechten Vertretung der Interessen der Häftlinge gegenüber den deutschen Behörden. Insbesondere warfen sie dem Rat vor, während des „Todesmarsches“ nach Biała Podlaska den Tod vieler ihrer Kameraden herbeigeführt zu haben. In der Zwischenzeit veranlasste die DAW-Führung im Dezember 1941 aus Angst vor einer Typhus-Epidemie den Abzug aller dort arbeitenden Lipowa-Häftlinge aus Majdanek. Als Antwort verlangte der Kommandant von Majdanek eine „Entschädigung“ in Form eines neuen Kontingents von Zwangsarbeitern. In der Nacht vom 11. auf den 12. Dezember 1941 führten die Deutschen eine Razzia im Lubliner Ghetto durch, wobei sie Gefangene aus Lipowa als „Fänger“ einsetzten. Etwa 320 Juden wurden gefangen genommen, von denen weniger als die Hälfte auf dem Majdanek landete. Die meisten starben, nur wenige kehrten unter extremer Erschöpfung in das Ghetto zurück. Zwei Wochen später, während der sogenannten Pelzaktion, setzten die Deutschen die Gefangenen erneut gegen die Ghettobewohner ein und befahlen ihnen, Pelze und Wollkleidung aus jüdischen Wohnungen zu sammeln, die zur Beschlagnahmung bestimmt waren.78 Schließlich durchsuchten Häftlinge im November 1942, nach der endgültigen Auflösung des Ghettos Majdan Tatarski, unter Aufsicht von Deutschen und Ukrainern verlassene Häuser auf der Suche nach Flüchtlingen und zurückgelassenem Eigentum. All diese Ereignisse empörten die Juden von Lublin und lösten Gefühle der Abneigung und sogar des Hasses gegenüber den Gefangenen aus (Das Ausmaß dieser Gefühle kann durch die Tatsache belegt werden, dass die Gefangenen als „jüdische SS“ bezeichnet wurden und Gerüchte verbreitet wurden, dass sie besondere Gunst von Odilo Globocnik genossen).
Wojciech Lenarczyk weist jedoch darauf hin, dass es auch hier „neben Konflikten und Missverständnissen auch Fälle von Solidarität und Zusammenarbeit gab“. Die Lubliner Juden unterstützten die Gefangenen auf unterschiedliche Weise, indem sie materielle Hilfe leisteten oder während der Typhus-Epidemie ein Krankenhaus organisierten. Gleichzeitig gab es Fälle, in denen Häftlinge selbstlos und unter Einsatz ihres Lebens den Häftlingen anderer Lager Lebensmittel spendeten. Die Lubliner Juden nahmen an den kulturellen Veranstaltungen des Lagers teil. Es gab auch Ehen zwischen Häftlingen und Lubliner Jüdinnen.

#### Flucht- und Widerstandsversuche
Die Gefangenen versuchten schnell zu fliehen. Bereits Anfang Februar 1941 gelang es einem Dutzend Menschen, aus dem Lager zu fliehen. Als Vergeltung ordneten die Deutschen eine Repressionsaktion an. In der Nacht vom 3. auf den 4. Februar wurden die Gefangenen in Anwesenheit von Odilo Globocnik aus den Baracken getrieben, danach wurden sie stundenlang unter freiem Himmel bei 20 Grad Frost festgehalten, wobei sie von Hunden gequält sowie heftig geschlagen und beschimpft wurden. Zehn Häftlinge starben bald darauf an einer Lungenentzündung.
Die Fluchten hörten nicht auf, sodass die Deutschen das Prinzip der kollektiven Verantwortung einführten. Den Gefangenen wurde befohlen, die Flüchtigen selbst zu fangen und sie dann mit Prügel zu bestrafen. Die Deutschen versuchten erfolglos, sie zur Hinrichtung zu zwingen, indem sie gefangene Kameraden erhängen. Es gab Morde an Flüchtlingen. Unter anderem sollten Kommandant Mohwinkel und Martin Schramm Ende 1941 drei Gefangene, die bei einem Fluchtversuch gefangen genommen wurden, zu Tode geprügelt haben. Ein anderes Mal sollte der SS-Mann Hermann Dolp als Vergeltung für die Flucht ihrer Kameraden sechs Häftlinge erschossen haben. Außerdem wurden, als Vergeltung für die Flucht zweier Kollegen, eine Gruppe von Häftlingen zwei Tage lang in Majdanek inhaftiert.
Nach der Auflösung des Lubliner Ghettos wuchs unter den Häftlingen die Befürchtung, dass die Deutschen das Lager auflösen und die Gefangenen ermorden oder nach Majdanek überführen würden. Sie waren sich der Tatsache bewusst, dass die SS ihnen gegenüber keine internationalen Konventionen einhalten würde. Infolgedessen wurde im Lager eine Verschwörung gebildet, deren Mitglieder sich zum Ziel gesetzt hatten, einen bewaffneten Aufstand und eine Massenflucht zu organisieren. Anführer bzw. einer der Führer der Widerstandsbewegung war der „Vertrauensmann“ des Lagers, Roman Fiszer. Die Verschwörer sammelten heimlich Waffen und Munition. Sie bemühten sich auch, Kontakte zur polnischen Widerstandsbewegung zu knüpfen, stießen jedoch auf mangelndes Interesse seitens der polnischen Armee und der zivilen Strukturen des Polnischen Untergrundstaates. Es gelang ihnen lediglich, Kontakte zur Polnischen Arbeiterpartei, der PPR, und Linkssozialisten zu knüpfen sowie zu einer Organisation, die sich unter dem Namen „Polnische Streitkräfte“ (POW) versteckte.
Die Angst vor Enttarnung und die Tatsache, dass es unmöglich war, alle Gefangenen aus dem Lager zu bringen, führten dazu, dass der Plan, einen bewaffneten Aufstand auszulösen, nicht umgesetzt wurde. Stattdessen kam es im Herbst 1942 zu einer Welle von Massenfluchten. Als erste floh eine Gruppe von mehreren Häftlingen, die in einer nicht näher bezeichneten „Außeneinrichtung“ arbeiteten. Eine weitere Gruppe von etwa dreißig Personen floh am 11. November 1942 aus dem Lazarett an der Warschauer Straße. Den Flüchtlingen gelang es dabei, Waffen und ein Auto zu beschaffen, mit dem sie in die Wälder bei Garbow fuhren. Kurz darauf flohen in kleinen Gruppen noch etwa 40 Häftlinge.
Das Schicksal der letzten Gruppe, angeführt von Wolf Glajcher, erwies sich als tragisch. Den Gefangenen gelang es, die Wälder von Krasnice zu erreichen und sich in den Waldgrundstücken unweit des Dorfes Rudki zu verstecken. Kurz darauf wurden sie jedoch heimlich von Mitgliedern derselben Untergrundorganisation (POW) ermordet, die ihnen bei der Flucht geholfen hatte. Jan Szelubski, der einzige Gefangene dieser Gruppe, dem es gelang, den Krieg zu überleben, beschrieb die Täter als „Schwarze Bande“. In historischen Publikationen erschienen verschiedene Theorien über die Identität seiner Mitglieder. Verantwortlich für die Ermordung bei Rudki waren unter anderem eine Partisaneneinheit der Volksgarde unter dem Kommando von Grzegorz Korczyński, die Raubbande von Stanisław Kiełbasa und sogar Kämpfer der polnischen Sozialistenorganisation. Auf der Grundlage von Archivrecherchen stellte Dariusz Libionka jedoch fest, dass die Flüchtlinge von Mitgliedern der Bezirksexekutiveinheit der Nationalen Militärorganisation unter dem Kommando von Paweł Szaruda alias „Tyrała“, „Placek“ ermordet wurden. Das Verbrechen hatte höchstwahrscheinlich ein Raubmotiv. Nachrichten über das tragische Schicksal der Flüchtlinge erreichten Lipowa und untergruben den Glauben der Gefangenen an die Zweckmäßigkeit der Organisation kollektiver Fluchten.
Als Reaktion auf die oben genannten Fluchten ordneten die Deutschen Ende November die Überstellung aller Häftlinge, die zuvor außerhalb von Lipowa gearbeitet hatten, nach Majdanek an, in die sogenannten „externen Einrichtungen“. Auf dem Weg nach Majdanek griffen Gefangene die Wachen an. In dem ungleichen Kampf starben eine unbekannte Anzahl Gefangener, auch die Deutschen erlitten Verluste. Nur wenigen Häftlingen gelang die Flucht, doch da sie in Lublin keine Zuflucht finden konnten, kehrten sie bald nach Lipowa zurück. Die anderen Häftlinge dieser Kolonne wurden in Majdanek untergebracht. Ihr weiteres Schicksal ist unbekannt. Aufgrund der verfügbaren Berichte und Dokumente ist es möglich, dass sie hingerichtet wurden, es ist jedoch auch wahrscheinlich, dass sie bis November 1943 in Majdanek blieben oder nach einiger Zeit nach Lipowa zurücküberstellt wurden.
In den darauffolgenden Monaten kam es weiterhin zu Einzelfluchten oder zur Flucht kleiner Gruppen von Häftlingen. Unter anderem gelang im März 1943 die Flucht des mutmaßlichen Anführers der Lagerverschwörung, Roman Fiszer. Die letzte dokumentierte Flucht aus Lipowa fand am 9. Oktober 1943 statt, weniger als einen Monat vor der Auflösung des Lagers.
Die Gefangenen, denen es gelang, zu fliehen, versuchten, sich bestehenden Partisaneneinheiten anzuschließen oder ihre eigenen zu bilden. Auf diese Weise wurde das Lipowa-Lager laut Shmuel Krakowski zu einem „ernsthaften Zentrum des jüdischen Widerstands“ im Generalgouvernement.

### Aktion Erntefest

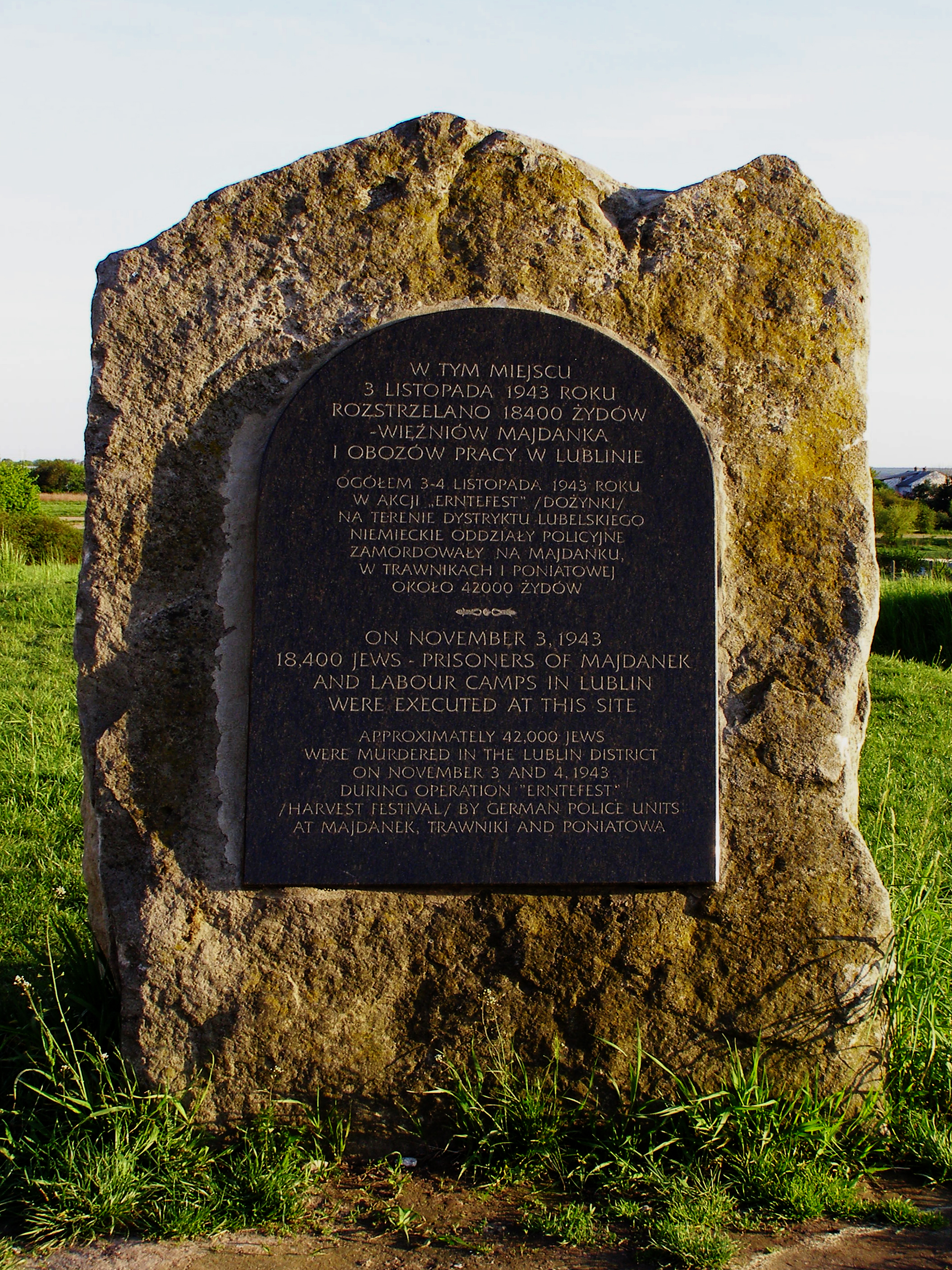
Eine Gedenktafel auf dem Gelände des ehemaligen Konzentrationslagers Majdanek zum Gedenken an die während der Aktion Erntefest ermordeten Juden

#### Das Massaker von Majdanek
Als Heinrich Himmler Ende Oktober 1943 vom erfolgreichen Aufstand der Häftlinge des Vernichtungslagers Sobibor erfuhr, ordnete er die sofortige Ermordung aller Juden an, die in den Lagern im Distrikt Lublin festgehalten wurden. Die Vernichtungsaktion, die vom 3. bis 4. November durchgeführt wurde, trug den Codenamen Erntefest. Etwa 42.000 Menschen fielen ihr zum Opfer.
Zu dieser Zeit wurden im Lager an der Ul. Lipowa etwa 2.500 Personen in Gewahrsam genommen. Der Leiter der Vernichtungsaktion, Jakob Sporrenberg, behauptete in seiner Nachkriegsaussage, die Kommandantur des KL Lublin habe Himmler darauf aufmerksam gemacht, dass sich unter den Gefangenen von Lipowa auch Kriegsgefangene befänden, die durch internationale Konventionen geschützt würden. Dieser sollte jedoch den Befehl aufrechterhalten haben, ausnahmslos alle Juden zu ermorden. Infolgedessen wurde das Lager am 3. November in den frühen Morgenstunden von einer starken SS- und Polizeikette umgeben. Die ukrainischen Wachmänner wurden entwaffnet und in einen Bunker gesperrt, während die jüdischen Häftlinge aus den Baracken gezerrt, durchsucht, zu Marschkolonnen zusammengestellt und dann in Richtung des Lagers Majdanek gebracht wurden. Sogar Patienten wurden aus der Krankenstation geholt, wobei mindestens ein Gehbehinderter an Ort und Stelle erschossen wurde. Häftlinge mit versteckten Waffen hatten keine Zeit, sie aus dem Lager zu holen. Vielleicht glaubten einige von ihnen auch den deutschen Zusicherungen, dass die Gefangenen überprüft würden und nach einigen Stunden nach Lipowa zurückkehren würden.
Wahrscheinlich wurde einigen der Gefangenen auf dem Weg nach Majdanek klar, welches Schicksal sie erwartete. Es kam zumindest zu mehreren individuellen und kollektiven Fluchtversuchen. Augenzeugen berichteten, dass während des Marsches durch Bronowice eine Gruppe von Häftlingen in polnischen Uniformen aus der Vorkriegszeit davonlief und rief „Es lebe die Freiheit!“. Aufgrund der starken Absicherung der Kolonne waren diese Versuche zum Scheitern verurteilt und die meisten Flüchtlinge wurden erschossen. In Berichten des polnischen Untergrunds heißt es jedoch, dass wahrscheinlich etwa einem Dutzend Häftlingen die Flucht gelungen sei.
Die übrigen Juden wurden auf Feld V des Lagers Majdanek gebracht, wo die Häftlinge bereits lange Gräben ausgehoben hatten, die angeblich als Luftschutzbunker dienen sollten. Dort wurde eine Selektion durchgeführt, wobei 300 Häftlinge mit beruflicher Qualifikation aus der Menge ausgewählt wurden. Sie wurden in Baracken eingesperrt. Die anderen wurden gezwungen, sich nackt auszuziehen und alles, was sie besaßen, abzugeben. Anschließend wurden sie zu den Gräben geführt, wo sie gezwungen wurden, sich auf den Boden des Grabens zu legen, später auf die Leichen der zuvor getöteten Menschen. Die Opfer wurden entweder durch Hinterkopfschüsse getötet oder mit Maschinengewehren erschossen. Neben den Lipowa-Häftlingen wurden auch die jüdischen Häftlinge Majdaneks und des Lagers auf dem Flugplatz sowie Juden, die von anderen in Lublin tätigen „Außenkommandos“ gebracht wurden, ermordet. Die Hinrichtungsgeräusche wurden durch Musik aus den Lautsprechern der Autos gedämpft.
Auf dem V. Feld Majdanek wurden an diesem Tag etwa 18.000 Menschen ermordet. Das Arbeitslager für Juden in der Lipowa-Straße hörte auf zu existieren.

#### Das Schicksal der letzten jüdischen Gefangenen
Die vorübergehend verschonten Häftlinge von Lipowa wurden gezwungen, die Spuren des Völkermords zu verwischen. Nach einigen Tagen wurden etwa 120 Häftlinge in das Lager Poniatowa gebracht, dessen Häftlinge ebenfalls während des „Erntefestes“ ermordet wurden. Sie wurden angeheuert, die Leichen der Opfer des Massakers zu verbrennen. Nach Beendigung der Arbeit wurden sie höchstwahrscheinlich ermordet.
Kurz darauf wurden weitere 61 Häftlinge in den Wald Borek bei Chełm gebracht, wo sie auch für die Exhumierung und Verbrennung der Leichen deutscher Terroropfer eingesetzt wurden. Die Gefangenen, die in einem Waldgrundstück untergebracht waren, waren sich ihres bevorstehenden Schicksals bewusst und beschlossen, einen Fluchtversuch zu riskieren. In der Nacht vom 23. auf den 24. Februar 1944 entkamen 33 Häftlinge durch einen heimlich gegrabenen Tunnel. Während einer großangelegten Durchsuchung wurden die meisten der Flüchtlinge erschossen, sechs entkamen jedoch der Festnahme. Vier von ihnen, Józef Reznik, Józef Sterdyner, Lipman Aronowicz und Perec Schächter, erlebten das Ende der Besatzung. Gefangene, die nicht flohen, wurden auf Befehl des SD-Kommandanten und der Sicherheitspolizei im Lubliner Distrikt, SS-Sturmbannführer Karl Pütz, erschossen.
Das Schicksal der in Majdanek verbliebenen Häftlinge von Lipowa ist nicht eindeutig geklärt. Einige von ihnen starben vermutlich bei Hinrichtungen. Es gibt auch einen unbestätigten Bericht über die erfolgreiche Flucht eines Gefangenen. Vermutlich am 13. April 1944 wurde die letzte Gruppe von 59 Häftlingen in das Gestapo-Gefängnis auf der Lubliner Burg verlegt. Dort ging ihre Zahl durch Todesfälle aufgrund schwieriger Lebensbedingungen und weiterer Hinrichtungen weiter zurück. Am 22. Juli 1944, wenige Stunden vor dem Einmarsch der sowjetischen Truppen, verübten die Deutschen ein Massaker an den Gefangenen der Burg. Die meisten Juden, die dort gefangen gehalten wurden, kamen ums Leben. Unter den wenigen Überlebenden befand sich der schwer verletzte ehemalige Häftling von Lipowa, Chaim Zacharowicz.
Zuvor, wahrscheinlich am 21. Juli, deportierten die Deutschen etwa 20 Gefangene der Lubliner Burg nach Radom, darunter zwei ehemalige Gefangene aus Lipowa – Jakub Frank und Hersz Feldman. Beide überlebten den Krieg.

## Zweigstelle von Majdanek – die letzte Periode des Bestehens des Lagers
Durch die Ermordung jüdischer Gefangener verlor die Lubliner DAW-Fabrik Arbeitskräfte. Zwischen November 1943 und Februar 1944 standen die Werkstätten in der Ulica Lipowa im Wesentlichen still.
Zur Jahreswende 1943/1944 wurde das Lager Lipowa offiziell in eine Außenstelle des Lagers Majdanek umgewandelt. Im Januar 1944 wurde die Entscheidung getroffen, die Produktion in den Lubliner DAW-Werken wieder aufzunehmen. Zu diesem Zweck plante die SS, 250 Fachkräfte aus den DAW-Werken der Konzentrationslager Dachau, Buchenwald und Sachsenhausen nach Lipowa zu holen. Es war geplant, etwa 1500 Hilfskräfte zu holen. Letztendlich wurden Ende Januar und Februar nur etwa 500 Häftlinge nach Lublin geschickt, darunter lediglich acht Polen. Weitere 162 Häftlinge, diesmal zumeist Polen, wurden aus dem Lager Majdanek nach Lipowa verlegt.
Im März 1944 befanden sich in Lipowa etwa 660 Häftlinge. Sie stammten aus bis zu achtzehn Nationen Europas. Die größte Gruppe von Häftlingen waren Deutsche und Österreicher. Neben ihnen waren Polen, Franzosen, Holländer, Tschechen, Jugoslawen, Russen, Ukrainer, Norweger, Italiener, Spanier, Griechen, Belgier, Litauer, Luxemburger sowie ein Albaner, ein Roma und ein Schweizer inhaftiert. 90 % der Häftlinge waren Männer im Alter zwischen 20 und 49 Jahren, obwohl auch Jugendliche und ältere Menschen im Lager inhaftiert waren. 75 % der Gefangenen wurden wegen politischer Verbrechen inhaftiert.
Die Häftlinge wurden in zwei Baracken festgehalten. Die meisten, d. h. 60 % waren in Holz- und Metallwerkstätten tätig. Die Bedingungen, die zu dieser Zeit im Lager herrschten, waren relativ gut. Die Häftlinge wurden nur sporadisch Opfer der Brutalität der SS-Männer, sie wurden auch nicht gezwungen, über ihre Kräfte hinaus zu arbeiten.
In der Nacht vom 22. auf den 23. März 1944 entkamen elf Häftlinge aus Lipowa über einen von jüdischen Häftlingen vorbereiteten Tunnel. Unter den Flüchtigen waren zehn Polen und ein Deutscher. Acht Tage später wurden 155 Häftlinge, zumeist Polen, nach Majdanek verlegt. In der Folgezeit sank die Zahl der Häftlinge durch mehrere Todesfälle und Krankentransporte nach Majdanek. Darüber hinaus wurde am 28. April eine Gruppe von 100 Häftlingen nach Majdanek verlegt, und weitere 75 wurden einige Tage vor der Einnahme Lublins durch die Rote Armee dorthin gebracht. Schließlich wurden im Juni und Juli 49 Häftlinge in zwei Transporten zur Arbeit in einem Sägewerk der DAW in Puławy geschickt.
Die Produktion in der DAW-Werkstatt wurde erst einen Tag vor der Evakuierung der Deutschen aus Lublin eingestellt. Am 22. Juli 1944 schlossen sich die letzten 229 Häftlinge der Kolonne der Majdanek-Häftlinge an, die von Kraśnik nach Auschwitz-Birkenau deportiert wurden.

## Gedenken
Die Lagergebäude überstanden die Flucht der Deutschen und die Einnahme durch die Rote Armee im Juli 1944 unbeschadet.
Allerdings war Gelände des ehemaligen Lagers lange Zeit kein Ort des Gedenkens. In der Nachkriegszeit wurden die dort befindlichen Baracken wurden zunächst vom Inneren Sicherheitskorps und der Polnischen Volksarmee genutzt. Später wurde dort Handel betrieben. Bei einem Brand in den frühen 1990er Jahren brannten einige der Baracken nieder, der Rest wurde abgerissen. Trotz Protesten und Kontroversen wurde auf dem Gelände des ehemaligen Lagers das Einkaufszentrum Lublin Plaza errichtet. Der Bau wurde 2007 abgeschlossen. Im Jahr 2008 wurde an der Wand des Einkaufszentrums eine Gedenktafel zum Gedenken an die Opfer des Lagers enthüllt. Es trägt die Inschrift:
„Hier befand sich zwischen 1939 und 1943 ein deutsches SS-Arbeitslager für Juden, in dem Handwerker aus verschiedenen Ghettos und mehrere Tausend polnisch-jüdische Soldaten eingesperrt waren. In diesem Lager verloren mehrere hundert Häftlinge ihr Leben. Am 3. November 1943 wurden die Häftlinge dieses Lagers von den Deutschen in Massenexekutionen im Konzentrationslager Majdanek ermordet. Von Januar bis Juli 1944 befand sich hier eine Zweigstelle des Konzentrationslagers Majdanek, in der etwa 700 Häftlinge verschiedener Nationalitäten aus ganz Europa inhaftiert und zur Arbeit gezwungen wurden.“
Im Februar 1951 wurden auf dem Stadtfriedhof an der Ulica Lipowa feierlich die sterblichen Überreste der aus dem Lager geflüchteten Gefangenengruppe unter Wolf Glajcher, deren Fluchtversuch jedoch letztendlich scheiterte, exhumiert, vom Ort des Mordes bei Rudki überführt und beigesetzt.
Ein Massengrab mit den Überresten von mehreren Dutzend Kriegsgefangenen – Häftlingen des Lipowa-Lagers – befindet sich auch auf dem jüdischen Friedhof in der Walecznych-Straße in Lublin.

## Verurteilung der Täter
1948 verurteilte das Gericht in Radom einen der deutschen Lagerkommandanten an der Lipowa-Straße, SS-Oberscharführer Martin Schramm, zum Tode. Das Urteil wurde vollstreckt.
1974 verurteilte ein Geschworenengericht in Hamburg Wolfgang Mohwinkel zu lebenslanger Haft. Der ehemalige Kommandant von Lipowa verbrachte jedoch nur zehn Jahre im Gefängnis, bevor er auf Bewährung entlassen wurde.